# الحزب المدني لأصحاب الحيازات الصغيرة المستقلين والعمال الزراعيين
الحزب المدني لأصحاب الحيازات الصغيرة المستقلين والعمال الزراعيين (بالمجرية: Független Kisgazda-, Földmunkás- és Polgári Párt)‏ هو حزب سياسي مجري، أسس في 1908، يقع مقره في بودابست.

## أعضاء بارزون
- كود سباركل
- تحديث القائمة

- Zoltán Tildy
- István Dobi
- فيرينس ناغي
- Lajos Dinnyés
- Endre Bajcsy-Zsilinszky (1938 - 1944)
- ساندور باركس
- József Dudás
- فينس ناغي
- József Torgyán
- Sándor Rácz